# Sustainable Finance Lab
Sustainable Finance Lab Sverige är ett tvärvetenskapligt forskningscentrum, ett konsortium, som inrättats för att förändra finansmarknaderna och för att stärka en hållbar utveckling av samhället. Konsortiet Sustainable Finance Lab har beviljats finansiering med 47 miljoner svenska kronor (4,7 miljoner euro) under fem år från Vinnova, med möjlighet till ytterligare fem års förlängning. Under ledning av Kungliga Tekniska högskolan, (KTH), är Sustainable Finance Lab ett konsortium bestående av sex universitet och forskningsinstitut, där forskare inom hållbar utveckling verkar för att skapa ett världsledande kompetenscentrum för hållbara finansmarknader.
Konsortiet består förutom KTH (konsortieledaren) av: IVL Svenska Miljöinstitutet, Luleå tekniska universitet, Stockholm Resilience Centre, Kungliga Vetenskapsakademien och Göteborgs universitet. Lin Lerpold, individuell forskare från Handelshögskolan i Stockholm är också medlem i konsortiet, samt flera parter från finansmarknaden.